# Miroslav Radović
Miroslav Radović (Goražde, 1984. január 16. –) szerb labdarúgó, aki jelenleg a Legia Warszawa játékosa. Posztját tekintve támadó középpályás.

## Sikerei, díjai
- FK Partizan:
  - Szerbia és Montenegró-i labdarúgó-bajnokság: 2004–05
- KP Legia Warszawa:
  - Lengyel labdarúgó-bajnokság: 2012–13, 2013–14
  - Lengyel kupa: 2007–08, 2010–11, 2011–12, 2012–13
  - Lengyel labdarúgó-szuperkupa: 2008
- NK Olimpija Ljubljana:
  - Szlovén labdarúgó-bajnokság: 2015–16

## Fordítás
- Ez a szócikk részben vagy egészben  a   Miroslav Radović című angol Wikipédia-szócikk fordításán alapul.  Az eredeti cikk szerkesztőit annak laptörténete sorolja fel. Ez a jelzés csupán a megfogalmazás eredetét és a szerzői jogokat jelzi, nem szolgál a cikkben szereplő információk forrásmegjelöléseként.